# Lobelia longisepala
Lobelia longisepala är en klockväxtart som beskrevs av Adolf Engler. Lobelia longisepala ingår i släktet lobelior, och familjen klockväxter. Inga underarter finns listade i Catalogue of Life.